# 27 avril en sport
27 mars 27 mai
Chronologies thématiques
- Croisades
- Ferroviaires
- Disney

Le 27 avril (117e jour de l'année ou 118e en cas d'année bissextile) en sport.

## Événements

### XXesièclede1901à1950
- 1924 :
  - (Sport automobile /Grand Prix automobile) : victoire de l'Allemagne Christian Werner sur la course Targa Florio.
- 1926 :
  - (Sport automobile) : à Pendine Sands, J. G. Parry-Thomas établit un nouveau record de vitesse terrestre : 272,45 km/h.
- 1947 :
  - (Sport automobile /Grand Prix automobile) : le français Eugène Chaboud remporte le Grand Prix automobile du Roussillon.

### XXesièclede1951à2000
- 1957 :
  - (Athlétisme) : Robert Gutowski porte le record du monde du saut à la perche à 4,78 mètres.
- 1963 :
  - (Athlétisme) : Brian Sternberg porte le record du monde du saut à la perche à 5,00 mètres.
- 1975 :
  - (Sport automobile /Formule 1) : au Grand Prix automobile d'Espagne, couru sur le Circuit de Montjuïc à Barcelone, victoire de l'allemand Jochen Mass sur une McLaren-Ford.
- 1986 :
  - (Sport automobile /Formule 1) : au Grand Prix automobile de Saint-Marin, couru sur le circuit Enzo et Dino Ferrari, victoire du français Alain Prost sur une McLaren-TAG.
- 1993 :
  - (Football) : accident du Vol 319 Zambian Air Force au large du Gabon : l'équipe de Zambie de football est décimée.
- 1997
  - (Sport automobile /Formule 1) : au Grand Prix automobile de Saint-Marin, couru sur le circuit Enzo et Dino Ferrari, victoire de l'allemand Heinz-Harald Frentzen sur une Williams-Renault.

### XXIesiècle
- 2008 :
  - (Sport automobile /Formule 1) : au Grand Prix d'Espagne disputé sur le Circuit de Catalogne à Barcelone, victoire du finlandais Kimi Räikkönen sur une Ferrari.
- 2014 :
  - (Cyclisme sur route/Classiques) : La centième édition de Liège-Bastogne-Liège est remportée par l'Australien Simon Gerrans devant l'Espagnol Alejandro Valverde, le Polonais Michał Kwiatkowski est 3e.
  - (Rugby à XV/Coupe d'Europe) : Toulon défendra son titre en finale de la H Cup le 24 mai prochain à Cardiff. Le champion d'Europe a validé son ticket en battant le Munster, au Stade Vélodrome de Marseille (24-16).
  - (Judo/Championnats d'Europe) : L'équipe de France féminine est devenue, à Montpellier, championne d'Europe par équipes. En finale, Pénélope Bonna, Automne Pavia, Clarisse Agbegnenou et Gévrise Emane ont pris le dessus sur les Allemandes en finale (3-1). L'équipe de Géorgie masculine remporte le titre en devançant de L'Allemagne.
- 2016 :
  - (Basket-ball/EuroCoupe) : Galatasaray SK s'impose en finale retour de l'EuroCoupe de basket-ball (78-67) face à Strasbourg, à Istanbul. À l'aller, les Alsaciens avaient gagné de quatre points (66-62). Ce sont les Turcs qui partent avec le trophée[1].
  - (Escrime/Championnats du monde) : en sabre masculin par équipes, victoire de la Russie devant la Hongrie et la Roumanie[2].
- 2019 :
  - (Football /Coupe de France) : au Stade de France, le Stade rennais créé la surprise battant le Paris Saint-Germain aux tirs au but 6 à 5 après avoir été mené 2-0. C'est son premier trophée depuis 1971. Les auteurs des buts sont Dani Alves   13e, Neymar   21e pour le PSG et Presnel Kimpembe   40e (csc) et Mexer   66e pour Rennes. À noter que Kylian Mbappé est expulsé pour un tacle dangereux à la 118e
- 2023 :
  - (Voile /Course en solitaire) : Parti le 4 septembre 2022 des Sables-d'Olonne[3] les seize skippers – dont une femme – qui sont engagés dans la course Golden Globe Race, une course à la voile autour du monde en solitaire, sans escale, sans assistance et sans électronique et c'est Kirsten Neuschäfer qui remporte l'épreuve en effectuant le parcours en 233 jours (235 jours de mer)[4].

## Naissances

### XIXesiècle
- 1864 :
  - Geoffrey Hall-Say, patineur artistique de figures spéciales britannique. Médaillé de bronze des figures spéciales aux Jeux de Londres 1908. († 21 janvier 1940).
- 1866 :
  - Maurice Raoul-Duval, joueur de polo français. Médaillé de bronze aux Jeux de Paris 1900. († 5 mai 1916).
- 1876 :
  - Cornelius Leahy, athlète de saut britannique. Médaillé d'argent de la hauteur aux Jeux de Londres 1908. († 18 novembre 1921).
- 1877 :
  - Andy Aitken, footballeur puis entraîneur écossais. (14 sélections en équipe nationale). († 15 février 1955).
- 1878 :
  - John Rimmer, athlète de haies et de fond britannique. Champion olympique du 4 000 m steeple et du 5 000 m par équipes aux Jeux de Paris 1900. († 6 juin 1962).
- 1887 :
  - Yngve Stiernspetz, gymnaste artistique suédois. Champion olympique du système suédois aux Jeux de Stockholm 1912. († 4 avril 1945).
  - Warren Wood, golfeur américain. Champion olympique par équipes aux Jeux de Saint-Louis 1904. († 27 octobre 1926).
- 1896 :
  - Rogers Hornsby, joueur de baseball américain. († 5 janvier 1963).
- 1900 :
  - Gilbert Ravanel, skieur de nordique, fondeur et sauteur à ski français. († 1er septembre 1983).

### XXesièclede1901à1950
- 1905 :
  - John Kuck, athlète de lancers américain. Champion olympique du poids aux Jeux d'Amsterdam 1928. († 21 septembre 1986).
- 1911 :
  - Christiaan Berger, athlète de sprint néerlandais. Champion d'Europe d'athlétisme du 100 m, du 200 m et médaillé de bronze du relais 4 × 100 m 1934. († 12 septembre 1965).
- 1913 :
  - Luz Long, athlète de sauts allemand. Médaillé d'argent de la longueur aux Jeux de Berlin 1936. († 13 juillet 1943).
- 1916 :
  - Enos Slaughter, joueur de baseball américain. († 12 août 2002).
- 1929 :
  - Nina Romashkova, athlète de lancers soviétique puis russe. Championne olympique du disque aux Jeux d'Helsinki 1952 et aux Jeux de Rome 1960 puis médaillée de bronze aux Jeux de Melbourne 1956. Championne d'Europe d'athlétisme du disque 1954. Détentrice du record du monde du lancer de disque du 9 août 1952 au 18 octobre 1952. († 19 août 2016).
- 1933 :
  - Bob Bondurant, pilote de courses automobile américain.
- 1935 :
  - Ron Morris, athlète américain. († 31 mai 2024).
- 1938 :
  - Alain Caron, hockeyeur sur glace puis entraîneur canadien. († 18 décembre 1986).
- 1939 :
  - Koldo Aguirre, footballeur puis entraîneur espagnol. (7 sélections en équipe nationale). († 3 juillet 2019).
- 1940 :
  - Dyrol Burleson, athlète de demi-fond américain.
- 1943 :
  - Helmut Marko, pilote de courses automobile autrichien.
- 1946 :
  - Marc Sourd, pilote de courses automobile français.
- 1947 :
  - Keith Magnuson, hockeyeur sur glace puis entraîneur canadien. († 15 décembre 2003).
- 1948 :
  - Georges Goven, joueur de tennis puis entraîneur français. Capitaine de l'équipe de France de Coupe Davis puis de l'équipe de France de Fed Cup.
  - Josef Hickersberger, footballeur puis entraîneur autrichien. (39 sélections en équipe nationale). Sélectionneur de l'équipe d'Autriche de 1988 à 1990 et de 2006 à 2008 puis de l'équipe de Bahreïn en 1996 et en 2010.

### XXesièclede1951à2000
- 1952 :
  - George Gervin, basketteur américain.
  - Ari Vatanen, pilote de rallye et de rallye-raid puis homme politique finlandais. Champion du monde des rallyes 1981. (10 victoires en rallyes). Vainqueur des Rallye Dakar 1987, 1989, 1990 et 1991.
- 1953 :
  - Bertrand Marchand, footballeur français. († 26 août 2023).
- 1956 :
  - Jeff Probyn, joueur de rugby à XV anglais. Vainqueur des Grands Chelem 1991 et 1992. (37 sélections en équipe nationale).
- 1959 :
  - Jean Le Cam, navigateur français. Vainqueur des Solitaire du Figaro 1994, 1996 et 1999.
- 1962 :
  - PattiSue Plumer, athlète de demi-fond américaine.
- 1963 :
  - Enrico Scacchia, boxeur professionnel suisse († 19 juillet 2019).
- 1970 :
  - Gilles Talmant, cycliste sur route français.
- 1971 :
  - Artūras Karnišovas, basketteur lituanien.
- 1972 :
  - Mateo Cañellas, athlète de demi-fond puis homme politique espagnol.
  - Silvia Farina, joueuse de tennis italienne.
- 1973 :
  - Sébastien Lareau, joueur de tennis canadien. Champion olympique en double aux Jeux de Sydney 2000.
- 1974 :
  - Jean-Christophe Marquet, footballeur français.
- 1975 :
  - Chris Carpenter, joueur de baseball américain.
  - Kazuyoshi Funaki, sauteur à ski japonais. Champion olympique du grand tremplin et par équipe puis médaillé d'argent du petit tremplin aux Jeux de Nagano 1998. Champion du monde de ski nordique du saut à ski au petit tremplin 1999. Champion du monde de vol à ski 1998.
- 1976 :
  - Walter Pandiani, footballeur uruguayen. (4 sélections en équipe nationale).
- 1977 :
  - Felip Ortíz, footballeur espagnol. Médaillé d'argent aux Jeux de Sydney 2000
  - Khalid Zoubaa, athlète de fond français.
- 1980 :
  - Cleber Anderson, footballeur brésilien. (1 sélection en équipe nationale).
  - Gunta Baško-Melnbarde, basketteuse lettone. Victorieuse de l'Eurocoupe féminine de 2012. (99 sélections en équipe nationale).
  - Sybille Bammer, joueuse de tennis autrichienne.
- 1981 :
  - Roberto Bissonnette, hockeyeur sur glace puis chansonnier canadien. († 4 septembre 2016).
- 1982 :
  - François Parisien, cycliste sur route canadien.
- 1984 :
  - Pierre-Marc Bouchard, hockeyeur sur glace canadien.
  - Fabien Gilot, nageur français. Médaillé d'argent du relais 4 × 100 m aux Jeux de Pékin 2008 et aux Jeux de Rio 2016 puis champion olympique du relais 4 × 100 m nage libre aux Jeux de Londres 2012. Champion du monde de natation des relais 4 × 100 m nage libre et 4 × 100 m quatre nages 2013 puis champion du monde de natation du relais 4 × 100 m nage libre 2015. Champion d'Europe de natation du 4 × 100 m 4 nages 2010 et 2014.
  - Hannes Halldórsson, footballeur islandais. (52 sélections en équipe nationale).
  - Mark Stuart, hockeyeur sur glace américain.
- 1985 :
  - Horacio Zeballos, joueur de tennis argentin.
- 1986 :
  - Mohamed Hadidane, basketteur tunisien. Champion d'Afrique de basket-ball 2011 et 2017. Vainqueur de la Coupe d’Afrique des clubs champions 2011. (15 sélections en équipe nationale).
  - Dinara Safina, joueuse de tennis russe. Médaillée d'argent du simple aux Jeux de Pékin 2008. Victorieuse de la Fed Cup 2005.
- 1987 :
  - Jamal Boykin, basketteur américain.
  - Ignacio Nicolás Casale, pilote de rallye-raid, de motocross et de quad chilien. Vainqueur du Rallye Dakar 2014.
  - Jonathan Castroviejo, cycliste sur route espagnol.
  - Alexandra Lacrabère, handballeuse française. Médaillée d'argent aux Jeux de Rio 2016. Vice-championne du monde de handball féminin 2011 et championne du monde féminine de handball 2017. Médaillée de bronze au CE de handball féminin 2006 et 2016 puis championne d'Europe féminine de handball 2018. (185 sélections en équipe de France).
- 1988 :
  - Jérémy Florès, surfeur français.
  - Bakary Koné, footballeur burkinabé. (76 sélections en équipe nationale).
  - Semion Varlamov, hockeyeur sur glace russe.
- 1989 :
  - Lars Bender, footballeur allemand. (19 sélections en équipe nationale).
  - Sven Bender, footballeur allemand. (7 sélection en équipe nationale).
  - Paul Byron, hockeyeur sur glace canadien.
  - Cristian López, footballeur espagnol.
- 1990 :
  - Michael Condon, hockeyeur sur glace américain.
  - Dorian Hauterville, bobeur français.
  - Pavel Kareline, sauteur à ski russe. († 9 octobre 2011).
- 1991 :
  - Isaac Cuenca, footballeur espagnol.
  - Dylan Gissi, footballeur helvético-argentino-italien.
  - Lara Gut, skieuse alpine suisse. Médaillée de bronze de la descente aux Jeux de Sotchi 2014.
- 1992 :
  - Adam Bartoš, volleyeur tchèque.
  - Eliot Berthon, hockeyeur sur glace français.
  - Tomas Francis, joueur de rugby à XV gallois. Vainqueur de la Coupe d'Europe de rugby à XV 2020. (48 sélections en équipe nationale).
  - Diane Nguekwian Yimga, handballeuse congolo-camerounaise. (21 sélections avec l'équipe du Congo).
  - Romain Ponsart, patineur artistique individuel français.
- 1994 :
  - Corey Seager, joueur de baseball américain.
- 1995 :
  - Saîf-Eddine Khaoui, footballeur franco-tunisien. (11 sélections avec l'équipe de Tunisie).
  - Nick Kyrgios, joueur de tennis australien.
  - Paddy McNair, footballeur nord-irlandais. (27 sélections en équipe nationale).
- 1996 :
  - Anne Tran, joueuse de badminton française. Médaillé d'argent du double dames aux CE de badminton 2018.
- 1997 :
  - Florian Verhaeghe, joueur de rugby à XV français.
- 1998 :
  - Cristian Romero, footballeur argentin. Champion du monde de football 2022. Vainqueur de la Copa América 2021. (19 sélections avec l'équipe d'Argentine).
- 1999 :
  - Joe Bell, footballeur néo-zélandais.
  - Mathilde Gros, cycliste sur piste française.

### XXIesiècle
- 2001 :
  - Abu Francis, footballeur ghanéen.
  - Ayumu Ōhata, footballeur japonais.
- 2005 :
  - Mathys Tel, footballeur français. Champion d'Europe de football des moins de 17 ans 2022. Vainqueur de la Ligue Europa 2025.

## Décès

### XIXesiècle
- 1895 :
  - Paul Medinger, 35 ans, cycliste sur route français. (° 15 juin 1859)

### XXesièclede1901à1950
- 1942 :
  - Heinrich Burger, 60 ans, patineur artistique de couple allemand. Champion olympique aux Jeux de Londres 1908. Champion du monde de patinage artistique de couple 1908 et 1910. (° 31 mai 1881).

### XXesièclede1951à2000
- 1951 :
  - Driekske van Bussel, 82 ans, archer néerlandais. Champion olympique du tir au berceau 28 m par équipes aux Jeux d'Anvers 1920. (° 18 novembre 1868).
- 1954 :
  - Thorvald Ellegaard, 77 ans, cycliste sur piste norvégien. Champion du monde de cyclisme sur piste de la vitesse 1901, 1902, 1903, 1906, 1908 et 1911. (° 7 mars 1877).
- 1973 :
  - Carlos Menditéguy, 57 ans, pilote de F1 et joueur de polo argentin. (° 10 août 1915).
- 1976 :
  - Paul Wartel, 74 ans, footballeur puis entraîneur français. (° 26 avril 1902).

### XXIesiècle
- 2005 :
  - Red Horner, 95 ans, hockeyeur sur glace canadien. (° 29 mai 1909).
- 2007 :
  - Bill Forester, 74 ans, joueur de foot U.S. américain. (° 9 août 1932).
- 2010 :
  - João Morais, 75 ans, footballeur portugais. Vainqueur de la Coupe d'Europe des vainqueurs de coupe 1964. (9 sélections en équipe nationale). (° 6 mars 1935).
- 2020 :
  - Marina Bazanova, 57 ans, handballeuse puis entraîneuse soviétique puis ukrainienne. Médaillée de bronze aux Jeux de Séoul 1988 et aux Jeux de Barcelone 1992. Championne du monde de handball 1982, 1986 et 1990. Victorieuse des Ligues des champions féminine 1981, 1983, 1985, 1986, 1987 et 1988 puis de la Coupe d'Europe des vainqueurs de coupe féminine 1994. (° 25 décembre 1962).